# Zbigniew Kowalski (elektroenergetyk)
Zbigniew Jan Kowalski (ur. 1927, zm. 12 sierpnia 2020) – polski elektroenergetyk, prof. dr hab. Wydziału Elektroenergetyki Politechniki Łódzkiej.

## Życiorys
W 1952 ukończył studia elektrotechniki w Politechnice Łódzkiej. Obronił pracę doktorską, następnie uzyskał stopień doktora habilitowanego. W 1988 nadano mu tytuł profesora w zakresie nauk technicznych. Pracował w Katedrze Podstaw Energetyki na Wydziale Elektrotechniki, Automatyki i Informatyki Politechniki Świętokrzyskiej, oraz w Instytucie Elektroenergetyki na Wydziale Elektrotechniki i Elektroniki Politechniki Łódzkiej.
Zmarł 12 sierpnia 2020.